# Tour penchée de Neviansk

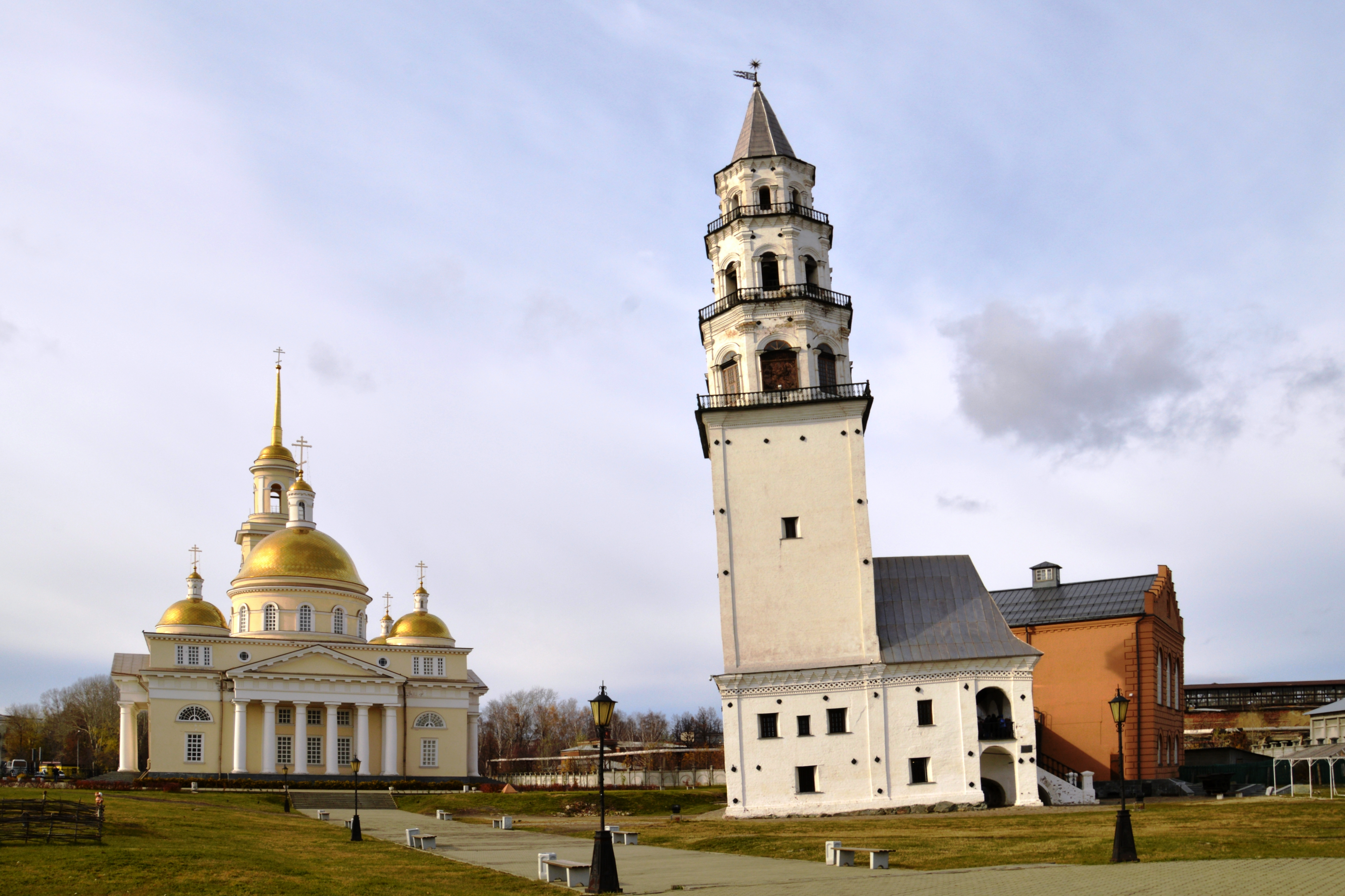
Tour penchée de Neviansk, vue du sud-est

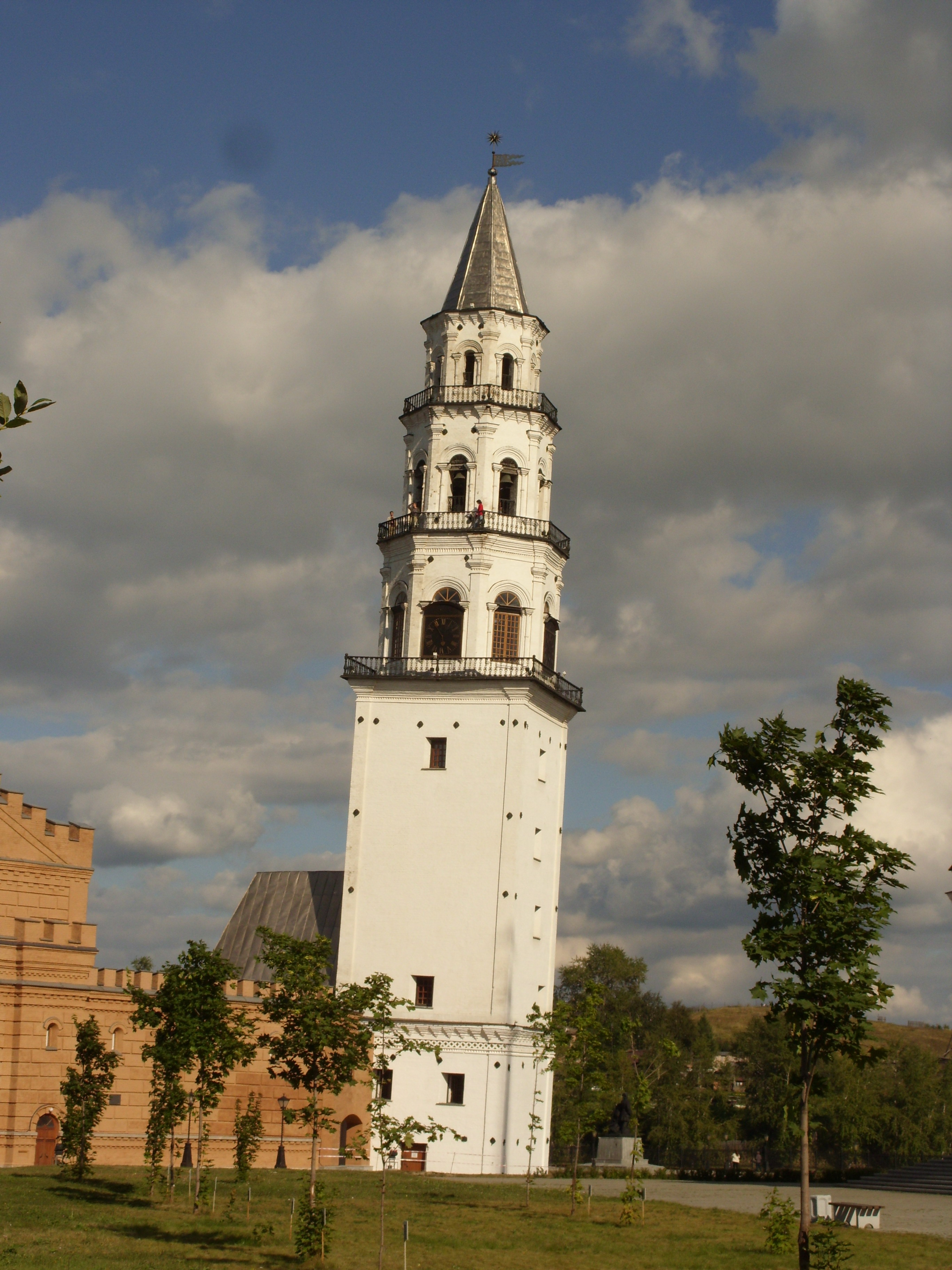
Tour penchée de Neviansk, vue du nord

La tour penchée de Neviansk est un clocher incliné et le point de repère de la ville russe de Neviansk dans l'Oural en Russie. Achevée vers 1732, c'est un bâtiment particulièrement innovant à l'époque de sa construction, de par sa structure continue en fer et acier.

## Architecture
L'axe de la tour, qui mesure environ 57,5 mètres de haut et 9 mètres de large, s'écarte de la verticale de 1,85 mètre au sommet et donc de 1,84° (selon d'autres informations, 2,20 mètres correspondant à 2,19°). L'inclinaison est présente à la base, tandis que les étages supérieurs corrigent l'inclinaison. Un porche situé au nord-est de la tour a été complété dans les années 1740 par un toit à pente particulièrement raide - avec une longueur de 8,6 mètres du côté de la base, le toit s'élève à 7,15 mètres de hauteur.
Le matériau de construction dominant à Neviansk était le fer. La charpente de l'ensemble du bâtiment est constituée de fer. Les jambes de force, les entretoises, les ancrages et les tirants de la charpente sont en fer forgé et en fonte, et dans certains cas également en un composite des deux matériaux, ce qui rend la tour principale particulièrement stable. La fonte a une teneur en carbone de 3,75%, tandis que le fer forgé avec moins de 0,1% de teneur en carbone provient probablement d'un bas fourneau. Les éléments décoratifs (les encadrements de porte, les rampes et les sols sont en fer forgé) montrent également que le bâtiment se voulait un exemple d'architecture de fer.
L'auvent en fer forgé au nord-est de la tour, dont la construction semble fragile, ne pèse que 6,3 tonnes et s'élève de 60° à 77°. La structure de support a été délibérément réalisée en acier brut fondu avec une teneur en carbone d'environ 0,5 à 0,6 %. C'est précisément la structure de support nécessaire à cette fin qui démontre une compréhension précise des propriétés du matériau utilisé, dont la qualité est restée inégalée jusqu'au XIXe siècle. Les fondations architecturales de ces structures métalliques étaient également considérées comme inexistantes à l'époque ; on suppose donc que la connaissance de structures en bois comparables de l'architecture russe traditionnelle a été utilisée à cette fin.

## Historique
Le forgeron et industriel russe Nikita Demidoff, qui s'est enrichi au début du XVIIIe siècle grâce à la fonderie de fer de Neviansk pour le compte de Pierre le Grand, a commencé la construction de la tour vers 1722. La tour aurait pu être prévue à l'origine comme clocher pour une nouvelle église orthodoxe qui n'a été construite qu'ultérieurement à l'ouest de la tour (visible sur les photos). Il est rapidement apparu que le sol n'était pas adapté à la charge de la tour lorsque le sol sous la tour a cédé. Malgré d'importantes mesures correctives, les travaux de construction ont été suspendus pendant plusieurs années, probablement aussi parce que Demidoff est décédé en 1725. Sept ans après l'arrêt de la construction, son fils et héritier Akinfi a poursuivi les travaux de construction avec de nouveaux plans. En 1735, Akinfi Demidov avait déjà achevé la tour penchée, selon un rapport de voyage de Georg Wilhelm de Gennin (en). Cet achèvement est daté d'environ 1732. Les autres participants à la construction sont inconnus, y compris l'architecte. Un incendie en 1890 aurait pu détruire les documents correspondants. Akinfi Demidov, favori du régent russe Ernst Johann von Biron, homme d'affaires très prospère et finalement anoblit, est mort en 1745.

## Hommages et illustrations
- L'image de la tour penchée figure aujourd'hui sur les armoiries de la ville de Neviansk.
- Une pièce d'argent russe spéciale de 3 roubles datant de 2007 montre la tour.

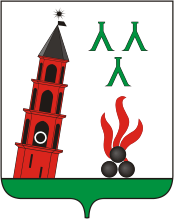
Armoiries de la ville de Neviansk
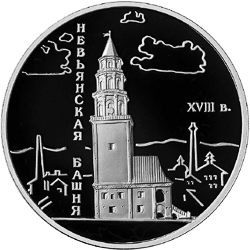
Verso de la pièce commémorative représentant « les monuments architecturaux de la Russie »

## Galerie

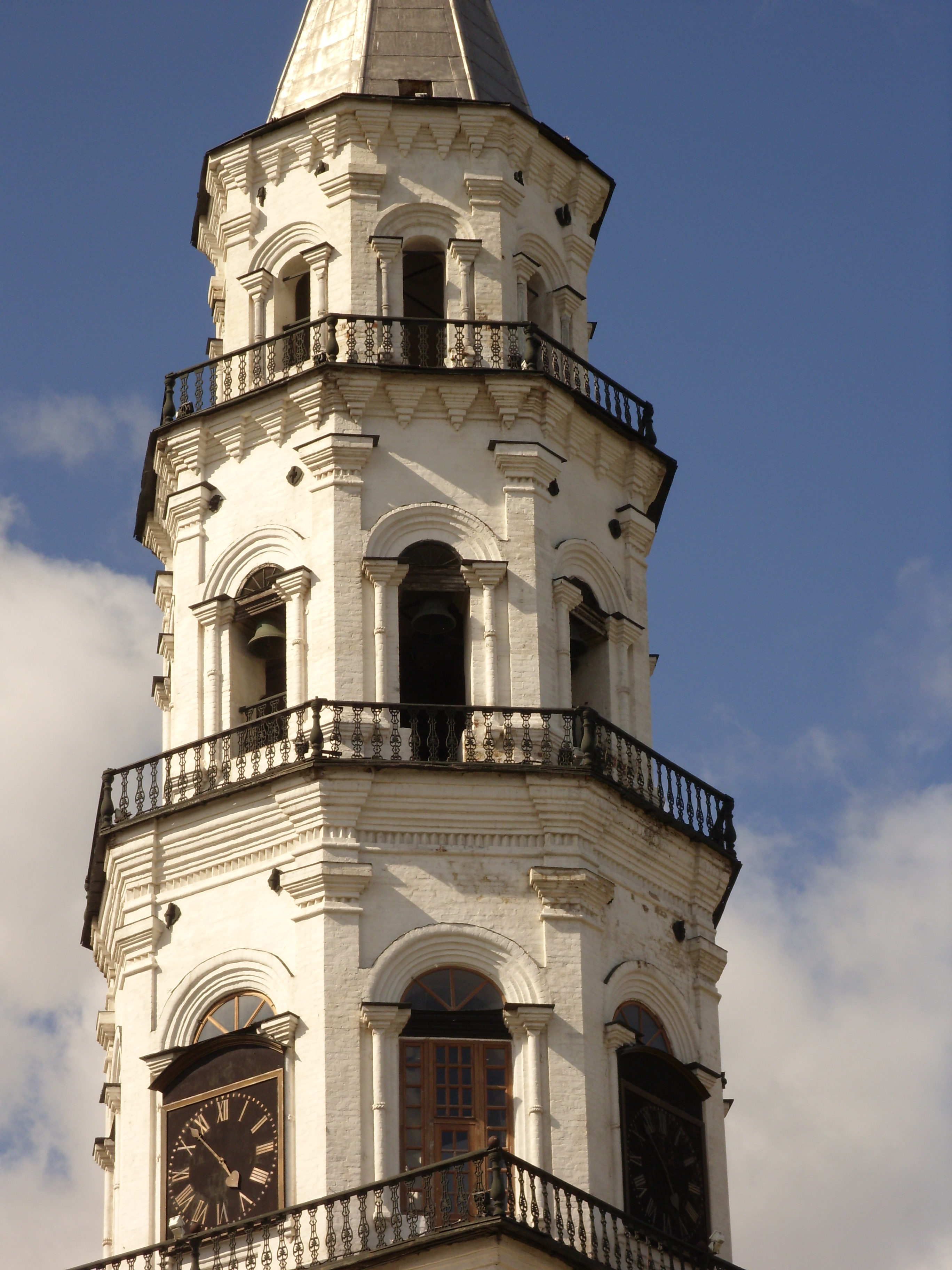
Niveaux supérieurs
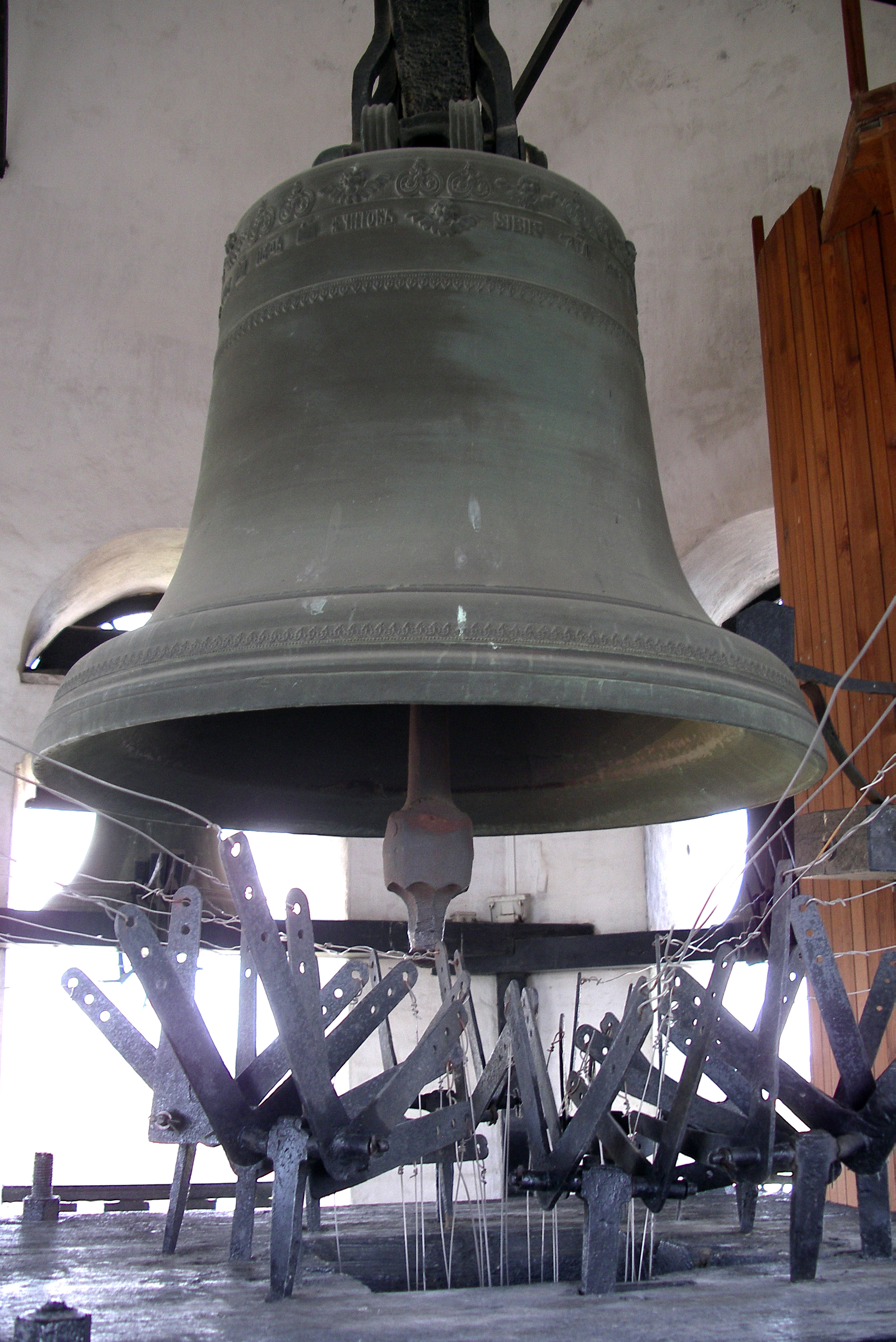
Cloche d'horloge
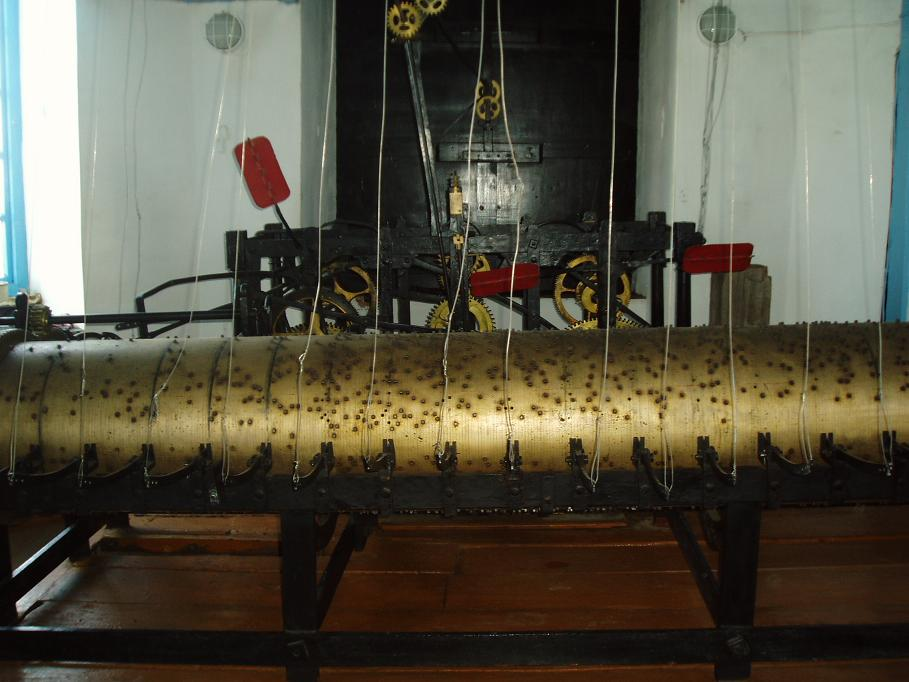
Mécanisme musical